# Григоре, Николае
Николае Адриан Григоре (рум. Nicolae Adrian Grigore; 12 марта 1975 года, Буфтя, Румыния) — румынский футболист, защитник.

## Клубная карьера
Воспитанник клуба «Карпаци», за который играл в 1996—1997 годах. В 1998 году перешёл в «Газ Метан», с которым стал чемпионом второй лиги Румынии в сезоне 1999/2000. В 2001 году перешёл в «Аланию», игравшую на тот момент в чемпионате России. 14 апреля дебютировал в высшем дивизионе, в матче против московского «Торпедо» вышел в конце матча. 12 мая того же года впервые провёл весь матч на поле, это случилось в матче против питерского «Зенита». Всего за «Аланию» в чемпионате России провёл 36 матчей. В 2003 году вернулся в Румынию, но через год перешёл в клуб Первого дивизиона России «СКА-Энергию». За «армейцев» сыграл 105 матчей и забил 7 мячей.